# De stem van de stilte

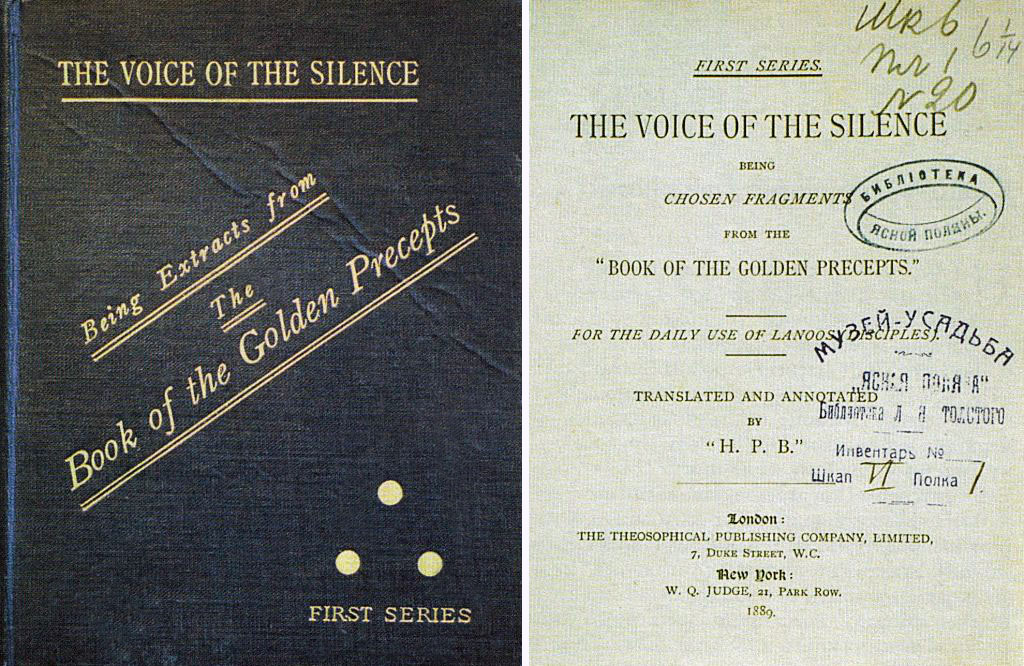
De Stem van de Stilte door Blavatsky aan Leo Tolstoy geschonken

De stem van de stilte. Fragmenten gekozen uit het 'Boek van de gulden voorschriften' voor het dagelijks gebruik van lanoes (discipelen) is een boek, dat door H.P. Blavatsky werd vertaald in 1889. Het bestaat uit 'De stem van de stilte', 'De twee paden' en 'De zeven poorten' en gaat over de innerlijke weg van de leerling (lanoe), die op zoek is naar wijsheid en verlossing, tot het meesterschap en de keuze, die hem of haar gesteld wordt na door zeven poorten te zijn gegaan: wordt er voor het 'open pad' of het 'verborgen pad' gekozen. Het eerste leidt tot verlossing, maar het tweede tot zelfverloochening en het redden van de mensheid, wat lofwaardiger is. Het is echter wel het pad van smart.
Blavatsky maakte gebruik van Het boek van de gulden voorschriften uit het oosten, bij het opstellen van haar geschrift. Ze had jaren eerder 39 van de ongeveer 90 korte verhandelingen uit het boek van de gulden voorschriften uit het hoofd geleerd en die liggen aan de basis van De stem van de stilte.

## Fontainebleau
Blavatsky schreef het grootste deel van het werk in Fontainebleau, toen haar arts haar had aangeraden rust te nemen en van omgeving te veranderen. Ze kreeg een uitnodiging om naar Fontainebleau te komen van Ida Candler, een Amerikaanse theosofe en vriendin uit Boston, vrouw van een senator van de Verenigde Staten. Blavatsky bleef er drie weken, daarna twee weken met mw. Candler op Jersey, waarna ze naar Londen terugkeerde.

## De stem van de stilte
In het eerste deel wordt uiteengezet dat de leerling door drie Hallen zal gaan: die van onwetendheid, lering en wijsheid. Er wordt onderscheid gemaakt tussen het zelf en het Zelf en de kandidaat voor wijsheid dient zich goed te beseffen, waaraan hij of zij begint: eigen tekortkomingen zullen de voortgang op het Pad tot een voortijdig einde kunnen brengen. Wie volhoudt zal na de zeven poorten voor de keuze worden gesteld: kiest men voor verlossing (pratyekaboeddhaschap) of zelfverloochening om anderen te hulp te komen (bodhisattvaschap).

## De twee paden
Er wordt onderscheid gemaakt tussen 'De leer van het oog' (uiterlijk) en 'De leer van het hart' (innerlijk) en als de 'krijger' in staat is de leer van het hart te volgen, zal gekozen moeten worden of men verlossing zal nastreven (het open pad) of een redder van de wereld wenst te worden (het verborgen pad). Het laatste betekent cyclussen van lijden, maar getuigt van groot mededogen voor de wezens in de wereld, die baat zullen hebben van deze zelfverloochening.

## De zeven poorten
De zeven poorten, die de kandidaat door 'de wateren' naar 'de andere oever' leiden, zijn achtereenvolgens:
- Dana
- Sila
- Kshanti
- Viraga
- Virya
- Dhyana
- Prajna

De gouden sleutels om de poorten te openen, de deugden, hebben dezelfde naam: Dana, barmhartigheid en onsterfelijke liefde; Sila, harmonie in woord en daad; Kshanti, geduld; Viraga, gelijkmoedigheid; Virya, onverschrokkenheid; Dhyana en Prajna. Tijdens de gang over de paden door de poorten bestoken Mara en de Mara's, de veroorzakers van illusies en verlokkingen, de kandidaat met 'pijlen' (hartstochten) en treden de eigen zonden (eerzucht, boosheid, haat, begeerte) als vijanden in de weg. Uiteindelijk wordt de discipel een leraar, een 'arhan'.